# یادر زولی
یادر زولی (ایتالیایی: Yader Zoli؛ زادهٔ ۱ اکتبر ۱۹۷۵) دوچرخه‌سوار اهل ایتالیا است.